# Babenbergi Margit cseh királyné
Babenbergi Margit (ismert még mint Ausztriai Margit, németül: Margarete von Babenberg, csehül: Markéta Babenberská; 1204 körül – Krumau am Kamp, Osztrák Hercegség, 1266. október 29.), a Babenberg-házból származó osztrák hercegnő, VI. Dicsőséges Lipót herceg és Angelosz Teodóra leánya, aki (VII.) Henrikkel való első házassága révén német királyné és sváb hercegné 1225 és 1235 között, majd II. Nagy Ottokárral való második házassága révén cseh királyné 1253-tól 1261-es válásáig.

## Származása
Margit hercegnő az első osztrák uralkodóház, a Babenberg-ház tagjaként született 1204 körül. Apja VI. Dicsőséges Lipót herceg, aki V. Erkölcsös Lipót osztrák herceg és Magyarországi Ilona fia volt. Apai nagyapai dédszülei II. Jasamirgott Henrik osztrák herceg és Komnénosz Teodóra (II. Ióannész bizánci császár leánya), míg apai nagyanyai dédszülei II. Géza magyar király és Kijevi Eufrozina (Msztyiszláv Vlagyimirovics kijevi nagyfejedelem leánya) volt. Édesanyja Angelosz Teodóra bizánci hercegnő volt.
Margit volt szülei hét gyermeke közül az első, egyben legidősebb gyermek. Leánytestvérei Ágnes hercegnő, aki I. Albert szász herceg hitvese volt, Gertrúd hercegnő, Raspe Henrik német ellenkirály felesége, valamint Konstancia hercegnő, III. Henrik meisseni őrgróf felesége, fivérei II. Henrik mödlingi herceg és II. Frigyes osztrák herceg voltak.

## Házasságai és gyermekei
Első férje a nemesi német Hohenstaufen-házból való (VII.) Henrik német király volt. Henrik volt II. Frigyes német-római császár és Aragóniai Konstancia (II. Alfonz aragóniai király leányának) fia. Házasságukra 1225. november 29-én került sor Nürnbergben, Margit 21 éves, míg Henrik 14 éves kora körül. Kapcsolatukból összesen két gyermek született, Henrik és Frigyes, ám mindketten korán, még szüleik életében elhunytak. Henrik 1242. február 12-én halt meg lovasbalesetben.
Miután II. Civakodó Frigyes osztrák herceg 1246. június 15-i halálával férfiágon kihalt a Babenberg-ház, az osztrák rendek a cseh uralkodó fiának, a Přemysl-házból való Ottokár cseh királyi hercegnek ajánlották fel az uralkodás jogát. Ottokár I. Vencel cseh király és Sváb Kunigunda királyné (Fülöp német király leányának) fia volt. A rendek egyetlen feltétele az volt, hogy Ottokárnak feleségül kell vennie valamely Babenbergi leányörököst, Gertrúdot vagy Margitot. Ottokár nem akarta volt sógornőjét, testvére, az elhunyt III. Ulászló morva őrgróf özvegyét feleségül venni, ezért a szintén megözvegyült Margitot választotta. Házassági szertartásukra 1252. február 11-én került sor Hainburg an der Donauban. Házasságuk gyermektelen maradt, mert az 50 évein túl járó Margitnak már nem tudtak utódai születni, amiért Ottokár 1261-ben érvénytelenítette házasságukat. A cseh király még válásuk évében feleségül vette Halicsi Kunigundát, IV. Béla magyar király unokáját.
Margit otthagyta a Cseh Királyságot és visszatért hazájába, az Osztrák Hercegségbe, ahol visszavonultan élt Krumau am Kampban. Halálának időpontja ellentmondásos, 1266. október 29. és 1267. október 2. is szerepel a lehetséges időpontok között. Nyughelye a Lilienfeldi apátságban található.